# Mauregard
Mauregard is een gemeente in het Franse departement Seine-et-Marne (regio Île-de-France) en telt ongeveer 250 inwoners. De plaats maakt deel uit van het arrondissement Meaux.

## Geografie
De oppervlakte van Mauregard bedraagt 8,7 km².
De onderstaande kaart toont de ligging van Mauregard met de belangrijkste infrastructuur en aangrenzende gemeenten.

## Demografie
Onderstaande figuur toont het verloop van het inwonertal (bron: INSEE-tellingen).